# アフガニスタン軍
アフガニスタン軍（英:Afghan Armed Forces）とは、アフガニスタンの国軍のこと。

## 概要
アフガニスタン軍の起源は18世紀初頭に勃興したパシュトゥーン系王朝のホーターキ朝やドウッラーニー帝国の軍隊である。19世紀末、第二次アフガン戦争でイギリスに敗れ、アブドゥッラフマーン・ハーン国王の治世が訪れた際には正規軍と呼べるものは存在していなかった。同国王は自らの地位を固めるため、中央集権化の一環として国軍を再建した。20世紀に行われた2回の世界大戦ではアフガニスタンは中立国だった。その後はソ連の兵器を導入して近代化を図るが、ダーウード大統領主導の急速な社会改革に対する反発や、人民民主党のクーデター（四月革命）、ソ連のアフガニスタン侵攻で始まったアフガニスタン紛争で弱体化した。ソ連撤退後は国軍は軍閥化したムジャーヒディーンによって分割され、続くターリバーン政権の下では徴兵制度が敷かれた。アメリカを主導国とする多国籍軍のアフガニスタン侵攻が始まると、ターリバーン政権の国軍は雲散霧消した。アメリカは20年間で830億ドル以上を費やして新しく出来た民主政府による国軍再建を支援したが、ターリバーンの攻勢に伴い崩壊した。政権を奪還したターリバーンは国軍を再建する動きを見せている。

## 王政時代

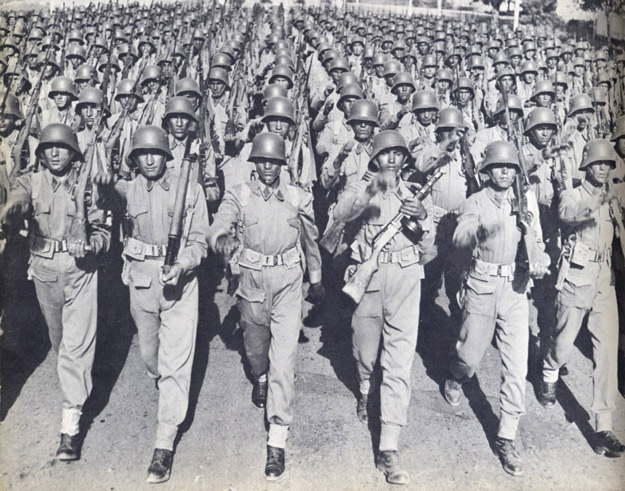
1950年代のアフガニスタン軍

アフガニスタンの軍隊は1700年代初頭に誕生したとされており、1700 - 1800年代は西部国境でサファヴィー朝、アフシャール朝、南東国境でシク王国やムガル帝国、マラーター同盟、英領インドと何度も戦争をおこなっている。その後、アブドゥッラフマーン・ハーンが統治していた1880年代に初めて近代的な軍隊が創設され、アマーヌッラー・ハーンが統治した1900年代初頭からザーヒル・シャーが統治した1933 - 1973年には軍の増強や近代化が進められた。
第二次世界大戦後、王国軍は、ソ連軍を範に取り組織され、1973年までに約10万人に達した。

## 共産主義政権時代
共産主義政権時代になると政府軍とムジャーヒディーンとの間で内戦が勃発。1979年には政府軍を支援するソビエト連邦軍がアフガニスタンに侵攻（アフガニスタン紛争 (1978年-1989年)）した。これに対し、ソ連や共産主義政権と対立するアメリカやパキスタンがムジャーヒディーン側に軍事援助を行ったため、この内戦は米ソの代理戦争と化してしまった。
政府軍からは脱走が相次ぎ、1980年1月までに兵員数は3万 - 4万人にまで減少した（1978年は約11万人）。
戦いは泥沼化したが、侵攻から10年後の1989年にソ連軍がアフガニスタンから撤退。これにより後ろ盾を失った政府軍は機能不全状態に陥り、ナジーブッラー政権が反政府勢力の攻勢で崩壊してアフガニスタンが無政府状態になったあとは、各軍閥が分裂した政府軍を支配下に収めた。共産政権崩壊時の兵員数は、4万5千人（空軍5千人を含む）だった。

### 空軍
アフガニスタン空軍の兵員の多くはソ連で教育と訓練を受けていた。空軍兵士の多くは政治的に信頼されていなかった。
MiG-17およびMiG-21戦闘機、Su-7およびSu-17戦闘爆撃機、Il-18およびIl-28爆撃機、An-2、An-24およびAn-26輸送機、Mi-2、Mi-4、Mi-8およびMi-24ヘリコプターが運用されていた。

## 内戦時代
冷戦が終わり、米ソ両国や国際社会から見放された後も内戦は終わらず、アフガニスタンは荒廃した。この混乱した時代にイスラム法を信奉する武装勢力ターリバーンが誕生し、急速に勢力を拡大していくこととなった。ターリバーンは1996年に首都カーブルを攻略するなど国土の大半を掌握しアフガニスタン・イスラーム首長国の成立を宣言したがこれを承認したのはわずか3か国だけであった。また、国内でもターリバーン打倒を目指すムジャーヒディーン勢力が北部同盟を結成したため内戦が終わることは無かった。
2001年までにターリバーンは、各種評価で5万5千 - 11万人の兵士を擁した。ターリバーンの部隊の多くは、パシュトゥーン人から成り、パキスタン軍の教官が訓練した。対する北部同盟の部隊は、アフマド・シャー・マスード率いるタジク人勢力（2万 - 6万人）、アブドゥルラシード・ドーストム率いるウズベク人勢力（1万3千 - 6万5千人）、カリーム・ハリーリー率いるハザーラ人勢力（1万 - 5万人）から成った。

## 共和国時代

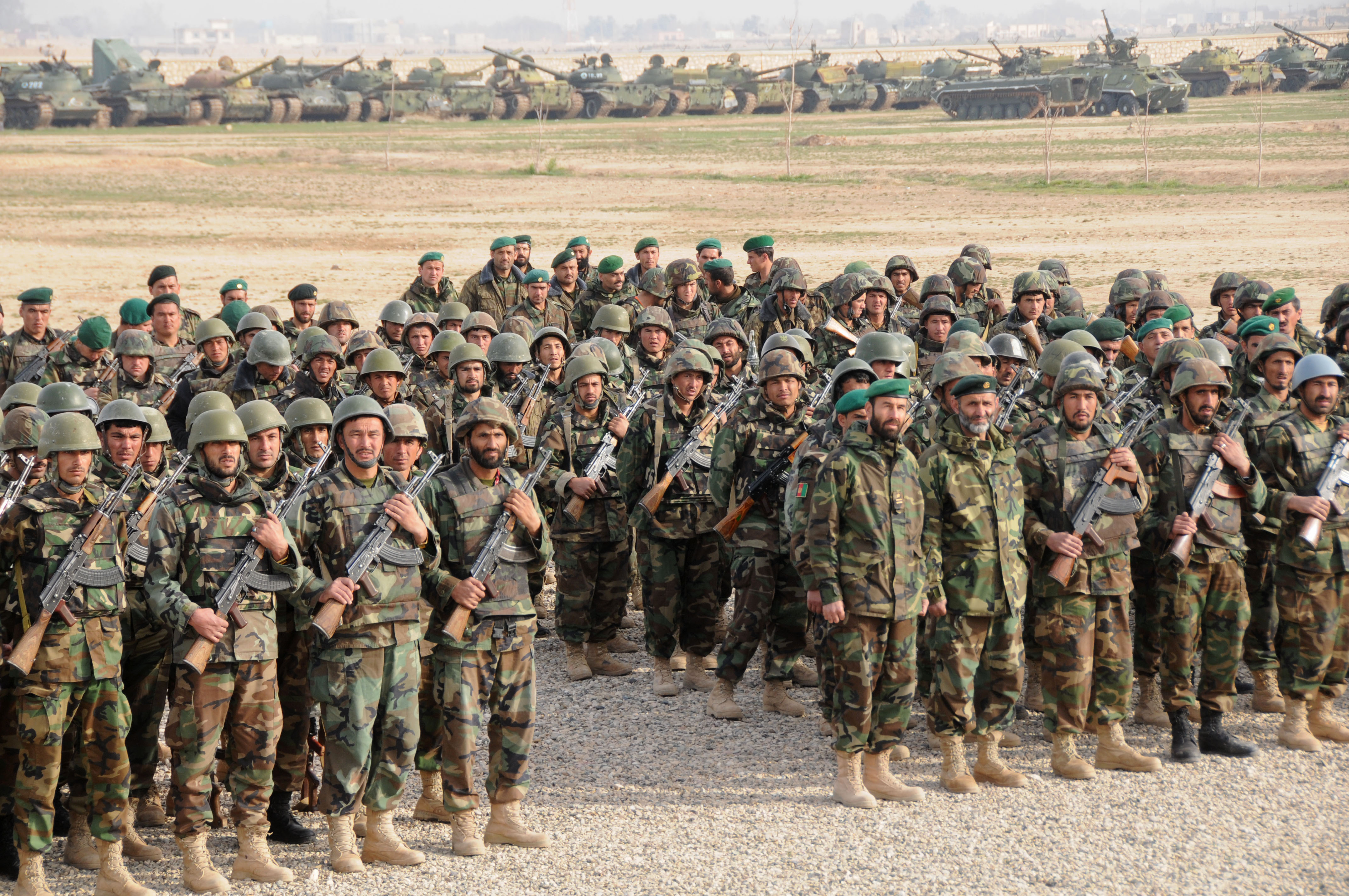
アフガニスタン軍の兵士。(2009年)

### 歴史

#### 有志連合による再建
2001年9月、アメリカ同時多発テロ事件が発生した。アフガニスタン・イスラム首長国は事件を首謀したアルカーイダを匿っていたため、アメリカ合衆国軍などの有志連合軍に攻撃された。11月には北部同盟軍が首都カーブルを制圧し、アフガニスタン・イスラム首長国が崩壊。同月、ボン合意が結ばれ、国際連合が主導する国家建設が始まった。国連は国際治安支援部隊（ISAF）を派遣して治安を維持しつつ、治安部隊の再建に乗り出した。しかしアメリカ合衆国のブッシュ政権はアフガニスタンの国家建設に興味がなく、イラク戦争を開始したかったので各国の分担を主張した。そのため軍の再建はアメリカが行うものの、警察の再建はドイツ、司法の再建はイタリア、麻薬取り締まりはイギリスが行うことになった。
敗退したターリバーンやアルカーイダはいずれ自然消滅すると考えられていたので、国内に割拠するムジャーヒディーン軍閥は武装解除して、アフガニスタン・イスラム共和国の大統領の下で新兵を採用して治安部隊を建設していく方針がとられた。

#### ターリバーンによる反撃
ところがターリバーンやアルカーイダはパキスタンの連邦直轄部族地域に撤退して勢力を回復し、2005年後半から反撃を開始した。当初は自爆テロのような治安事件であったため、国連は国際治安支援部隊（ISAF）を各州に展開して治安を維持しつつ、地方復興チームがインフラ整備を行うことで民心を掌握し、ターリバーンの伸長を抑えようとした。しかしターリバーンは塹壕戦のような本格的な戦闘をしかけ、即席爆発装置（IED）により被害を急増させていった。
2009年、アメリカ合衆国のバラク・オバマ政権はターリバーンの鎮圧に乗り出した。アメリカ軍はイラクで成功した反政府活動鎮圧をアフガニスタンでも行おうとした。反政府活動鎮圧とはイラク駐留アメリカ軍司令官のデヴィッド・ペトレイアス将軍が考案した作戦で、「敵を殺しても戦争を終わらせることは出来ない」「住民を守り、人心を収攬し、ともに生活し、安定した有能な政府が栄えるように治安を維持しなければならない」と言う考えに基づく作戦（対反乱作戦）である。反政府活動鎮圧を行うためには40 - 50人の住民を守るために軍人や警察官が1人必要で、アメリカ軍が10万人、軍や警察などの治安部隊が40万人必要だった。アメリカ軍などの国際治安支援部隊（ISAF）は兵力を増強し、治安部隊の建設を急激に進めた。しかし計画通りには進まなかった。警察は軽武装でターリバーンに立ち向かわなければならないため、死傷者が多く応募者が少なかった。またインターネットの普及により、国際治安支援部隊（ISAF）の本国の動きは筒抜けだった。コーラン焚書活動のようなニュースが喧伝されることで人心が動揺し、アフガニスタン軍に入隊した後で気が変わってターリバーンに寝返り、同僚に発砲する事件が頻発した。2014年8月5日にはアフガニスタン治安復興支援統合部隊（CSTC-A）副司令官ハロルド・グリーン米陸軍少将がアフガニスタン兵に殺害されている。

#### 国際支援の終了と戦闘の激化
2009年から2011年にかけてアメリカ軍などの国際治安支援部隊（ISAF）は激しく戦い、短期決戦によりターリバーンを撃滅しようとしたが結局うまく行かなかった。2014年12月に国際治安支援部隊（ISAF）は終了し、最盛期には約13万人にも及んだ外国軍の多くが国外に撤退した。多国籍軍は確固たる支援任務に移行し、ターリバーンとの戦いはアフガニスタン軍や警察が担うことになった。
2015年にはイスラム国がアフガニスタンに「ホラサン州」（ISIL-K）の設置を宣言し、戦闘は激しさを増した。ターリバーンは州や郡の中心都市を占領し、占領・影響地域を広げていく戦略をとった。ターリバーンはまず１つの州都を占領しようと攻撃をしかけた。9月、ターリバーンはアフガニスタン第六の都市クンドゥーズを短期的に占領した（クンドゥーズの戦い）。アフガニスタン軍は地元の民兵組織と共にクンドゥーズを防衛していたが、少数のターリバーンに攻められて総崩れになった。中央政府は大統領選挙のあと長期にわたって政争を続け、軍を指揮すべき国防大臣が空席だった。
2016年、ターリバーンはヘルマンド州やクンドゥーズ州、ウルズガーン州の州都を占領しようと試みたが、アフガニスタン軍に阻止された。アフガニスタン軍は「保持・戦闘・妨害」戦略（Hold-Fight-Disrupt）により優先順位をつけて戦った。ヘルマンド州の215軍団は戦死などにより4.5％の損害を被ったが、全体としては新兵を採用して17万人前後の兵員を維持し、総兵力19万5000人を目指した。パイロットや特殊部隊の養成も進められた。特殊部隊は軍と警察を合わせて1万7000人であり、８割方自律的に行動できるようになった。A29 攻撃機は長距離攻撃任務を開始し、ヘルマンド州で偵察・爆撃を行った後でカンダハール空港に着陸して燃料補給を行えるようになった。A29は99回出撃して、255個の爆弾と199個のロケット弾を投下した。アフガニスタン軍は四半期（2016年7月1日〜9月8日）で6879人の反乱軍を殺害した。
2017年7月、ターリバーンはウルズガーン州やヘルマンド州、クンドゥーズ州など34州中21州で激しい攻撃を仕掛けてきた。アフガニスタン軍は反撃し、一進一退の戦いが続いた。アフガニスタン軍は州都の陥落は防いでいるが、郡の中心都市は守りきれず、半年間で45郡をターリバーンに奪われた。その結果、アフガニスタン政府の支配地域は407郡中231郡（57％）、ターリバーンの支配地域は54郡（13％）、混在地域は122郡（30％）になった。国民の25％がターリバーンの支配地域や影響地域に居住し、影の州知事が住民サービスを提供して影響力を強めた。ターリバーンの総兵力は常勤・非常勤を合わせて2万5000人〜3万5000人であり、奪った武器や闇市場から購入した武器で武装している。アフガニスタン軍はターリバーンに奪われた地域を数日から数週間で奪還したが、ターリバーンは防備が手薄な検問所を攻撃したり、戦闘地域から遠く離れた別の州で攻撃を開始したりしてアフガニスタン軍を翻弄した。アフガニスタン軍は特殊部隊を倍増して攻撃能力を強化すると共に、一般部隊は重要地域の防衛に専念できるようにした。またアフガン公衆保護隊やアフガン国境警察の一部など警察の準軍事的な部隊を軍に移行することで、警察が市民警察として法執行に専念できるようにした。
同年11月、アフガニスタン空軍は連合軍と共に「鉄の嵐作戦」（Operation Iron Tempest）を開始し、ターリバーンの麻薬工場を破壊して資金源を断つことにした。
2018年、ターリバーンはガズニー州やファーリヤーブ州などを攻撃し、アフガニスタン軍は守勢に立たされた。2018年4月、アフガニスタン国陸軍地域隊が創設された。第一段階として5000人の兵士が採用され、ヘラート州やカンダハール州、ラグマーン州、カピーサ州に配置された。アフガニスタン空軍は四半期（4月〜6月）に221回出撃して、3962個の爆弾を投下した。6月、アフガニスタン軍とターリバーンの間で初の一時停戦が行われた。しかし8月、ターリバーンはガズニー州の州都を攻撃し、中心部まで侵入することに成功した。治安軍の検問所に対する攻撃も続いており、被害の蓄積や兵力配置が問題になった。2018年7月時点のアフガニスタン軍は約19万4000人であり、南部の激戦地に展開する205軍団と215軍団は定員割れしているものの、全体としては順調に増員が進んでいた。連合軍は給料未払いによるアフガニスタン兵の退職を防ぐために自動給料振込システム（Automated Pay and Personnel System）を開発した。また退職制度を整備して定員の2倍に達した将官・大佐を引退させ、士官の若返り・指導力の強化による兵士の不満解消を行った。
2019年4月、治安悪化や住民の抗議などによりクンドゥーズ州に217軍団が新設された。アフガニスタン北部はマザーリシャリーフの209軍団の管轄だったが２分割し、クンドゥーズ州・タハール州・バダフシャーン州・バグラーン州は217軍団の管轄とした。217軍団には第20師団と第8アフガン国家社会秩序旅団が所属していた。2019年7月、アフガニスタン軍は16万2000人であり、2018年から3万人以上激減した。これは自動給料振込システム（APPS）の生体認証システムにより兵員数をある程度は正確に把握できるようになったためである。なお自動給料振込システムは発注ミスによりアフガニスタンの生体認証システムと互換性がないため、生体認証データの手動入力が必要であり誤魔化しが可能だという。

#### 米軍の撤退と国軍の崩壊
2020年2月、アメリカ合衆国とターリバーンの間で和平合意が成立した（アフガニスタン和平プロセス）。アメリカ合衆国は135日以内（2020年6月）に駐留軍を縮小し、14か月後の2021年4月末までにNATO軍と共に完全撤退することが決まった。和平合意はアフガニスタン政府の頭越しに行われたものであり、ターリバーンはアフガニスタン政府との停戦に応じず、むしろ激しい攻撃をしかけてきた。しかしアメリカ合衆国のドナルド・トランプ政権は一方的に兵力を削減し、2021年1月には駐留軍を2,500人まで縮小した。同月成立したジョー・バイデン政権は2021年4月末の完全撤退は延期したものの、2021年9月には完全撤退する方針を表明した。
2020年9月、ガニー大統領はアフガン地方警察を廃止した。アフガン地方警察は2011年にアメリカの資金で設立されたが地元実力者の関係者が採用されるなど汚職警官が多く、すぐ退職してしまうという問題があった。2万3000人の警察官のうち3分の2はアフガン国家警察やアフガニスタン国陸軍地域隊に異動し、3分の1は解雇する予定だった。
同月、カタールのドーハでアフガニスタン政府とターリバーンの和平交渉が始まったが、すぐにターリバーンの戦略は交渉と戦争の二本柱であることが分かった。ターリバーンは9月以降むしろ戦闘や暗殺を強化し、積雪により戦闘に向かない冬季も戦闘を続け、例年通りに４月下旬の雪解けを待たずに大攻勢をしかけてきた。ターリバーンは2020年の戦闘により予め州都周辺に対する軍事的なプレッシャーを強めてあるため、アメリカ軍に邪魔されなければ州都攻略は可能と考えていた。また道路網の占領を着実に進めて、政府軍の移動を阻止する戦略をとった。
2021年3月時点のアフガニスタン治安部隊の総兵力は約30万5000人であり、目標の35万2000人を下回っているものの、ターリバーンの兵力は約5万8千人から10万人にすぎず、3倍以上の兵力差があった。しかし病気がちな陸軍大臣や報復人事に熱中する陸軍参謀総長など中央政府の動きは遅く、農村部に対する増援が遅れていた。またターリバーンは宣伝戦がとても巧みで、ソーシャル・ネットワーキング・サービスや動画共有サービスを駆使して農村部を守備するアフガニスタン軍の動揺を誘い、戦わずして撤退させた。
その結果2020年6月、国連によると郡庁所在地の約6割（57％）はターリバーンに占領されており、5割〜7割の州都が周辺の郡まで攻め込まれていた。ターリバーンはアフガニスタン北部に対する攻勢を強めたが、ターリバーンによる北部道路網の支配は2001年以降最大レベルに達しており、アフガニスタン軍は増援を送ることも撤退することもできず敗走した。タジキスタン政府によると、アフガニスタンからタジキスタンに敗走したアフガニスタン兵は2週間で1,600人に及んだという。
2021年7月、ターリバーンの支配地域は郡の過半数に達し、アメリカ軍もターリバーンが優勢であると認めざるを得なかった。
7月17日と7月18日、イード・アル＝アドハー（犠牲祭）を前にアフガニスタン政府とターリバーンの和平協議がドーハで行われたが決裂し、アフガニスタン政府は全国に夜間外出禁止令を布告した。ターリバーンは反発し州都への攻勢を強め、8月6日から8月13日までの8日間でヘラートやカンダハールなど第2位・第3位の大都市を含む34州中18州の州都を占領し、首都カブールの近郊まで到達した。その過程で第207軍団（ヘラート）と第217軍団（クンドゥーズ）は降伏したようである。地方の軍や住民は多大な損害を被ってまでターリバーンに対して徹底抗戦する気がないことがわかった。
8月9日、ガニー大統領は民兵を統括する公衆蜂起軍統合指令センターを設立し、民兵の動員や武器の供給を行うことを発表した。内務大臣によると政府軍の敗走により道路の支配を失ったため、補給や負傷者の後送はヘリコプター頼みになっている。そのうえ、アメリカ軍の突然の撤退により全国400か所で戦闘が始まってしまった。アフガニスタン政府は地元の指導者に民兵の動員や戦闘の権限を移譲して、政府軍の敗走を止め、都市を取り囲む防衛線に再集結し、攻勢に転じるという三段階の作戦を考えていたという。つまりアフガニスタン国陸軍地域隊の整備は間に合わず、地元実力者の関係者に頼るアフガン地方警察の路線に戻ったようである。しかしヘラートを守っていたイスマイール・ハーンの民兵は敗北し、イスマイール・ハーンが捕虜になるなどムジャヒディンの復活には程遠いようである。
8月14日、ターリバーンはマザーリシャリーフやジャララバードなど第4位・第5位の大都市を占領した。どちらの都市もアフガニスタン軍はほとんど抵抗せずに降伏したので、民兵は逃走した。8月15日、ターリバーンはほとんど抵抗を受けないまま首都カブールに到達した。

### アフガニスタン治安部隊
アフガニスタン治安部隊（Afghan National Defense and Security Forces）とはアフガニスタン・イスラム共和国の軍隊や警察、国家保安局に所属する部隊の総称である。
アフガニスタン軍は国防省に所属し、以下の組織で構成される。総兵力は18万7000人であった。
- アフガン国陸軍（Afghan National Army）
- アフガン空軍（Afghan Air Force）
- アフガン陸軍特殊作戦軍団/コマンド（Afghan National Army Special Operation corps/Command）[56][57]
- アフガニスタン国陸軍地域隊（Afghanistan National Army Territorial Forces）
- アフガン国境警備隊（Afghan Border Force）
- アフガン国家社会秩序隊（Afghan National Civil Order Force）
- その他各種後方支援部隊[56]

アフガニスタンの警察は内務省に所属し、以下の組織で構成される。総兵力は11万8000人であった。
- アフガン国家警察（Afghan Uniform (National) Police）
- 公安警察（Public Security Police）
- アフガン国境警察（Afghan Border Police）
- アフガン防犯警察（Afghan Anti-Crime Police）
- アフガン地方警察（Afghan Local Police）- 2020年9月廃止[34]。
- アフガン公衆保護隊（Afghan Public Protection Force）
- 特殊治安隊（Special Security Forces）

### 陸軍

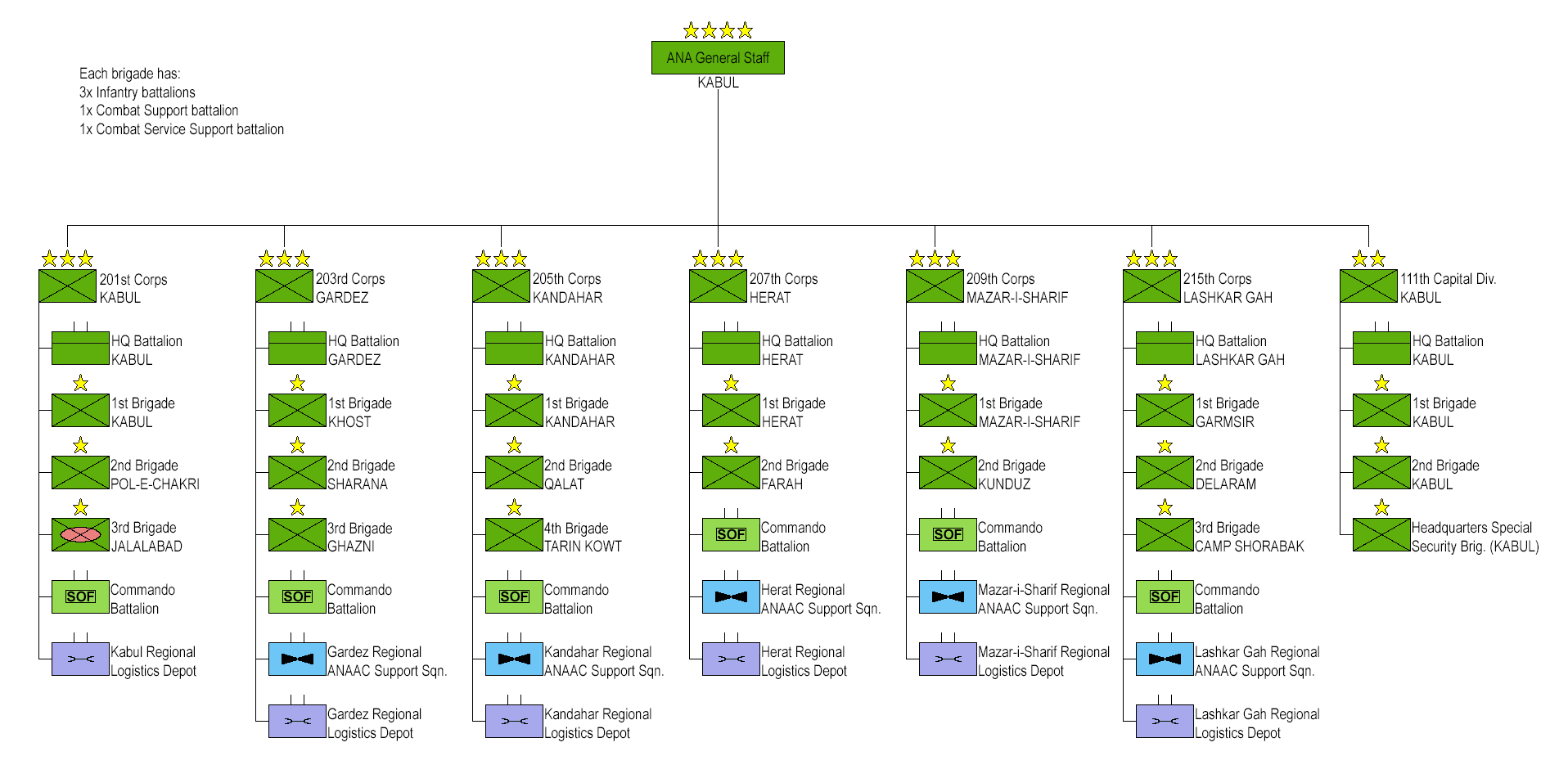
陸軍の編成（2010年）

アフガニスタン国陸軍は7つの軍団で構成された。第201 "サイラブ" 軍団（カブール）、第203 "サンダー" 軍団（ガルデーズ）、第205 "アタル" 軍団（カンダハール）、第207 "ザファー" 軍団（ヘラート）、209 "シャヒーン" 軍団（マザーリシャリーフ）、第215 "マイワンド" 軍団（ラシュカルガー）、第217 "パミール" 軍団（クンドゥーズ）である。この他に第111師団（カブール）があった。
アフガニスタン国陸軍地域隊は地方警察の軍隊版である。展開地域の治安と住民を守り、ターリバーンから作戦行動の余地を奪い、都市部や幹線道路からターリバーンを遠ざけることを任務とした。地域隊の活動により、陸軍部隊は治安維持以外の任務に専念できる。地域隊の部隊は「トレイズ」（tolays）と呼ばれ、トレイズ中隊は最大121人で編成された。隊員はその地域の住民や地方警察官から採用される。装備は陸軍部隊と比べると軽装備である。2021年3月時点で、ヘルマンド州とニームルーズ州以外の34州中32州に186個部隊が展開していた。
アフガン国境警備隊は国境から30マイル以内の制限地帯のテロや犯罪活動を抑止する部隊である。2017年にアフガン国境警察から改組した。2019年時点で、６個旅団が存在した。装備はNATO系とワルシャワ条約機構系の武器が混在していた。
アフガン国家社会秩序隊は暴動や混乱、暴力的なデモにおける市民的な秩序を維持する部隊である。2017年にアフガン国家社会秩序警察から改組した。準重火器や暴動制御装備で武装し、治安警察や防犯警察などを支援した。

### 空軍
アフガニスタン空軍は、2021年3月時点で65機の固定翼機と115機のヘリコプターを保有した。2023年を目処として、アフガニスタン空軍は最終的に2016年の3倍の規模に拡大する予定で「アフガン航空機最新化計画」を実施していた。
| コード名 | 名称                            | 数   |
| -------- | ------------------------------- | ---- |
| A-29     | エンブラエル EMB-314            | 23機 |
| AC-208   | セスナ 208 コンバットキャラバン | 10機 |
| C-208    | セスナ 208                      | 28機 |
| C-130    | ハーキュリーズ                  | 4機  |

| コード名             | 数   |
| -------------------- | ---- |
| Mi-17                | 13機 |
| MD-530               | 60機 |
| UH-60 ブラックホーク | 42機 |

### 特殊部隊

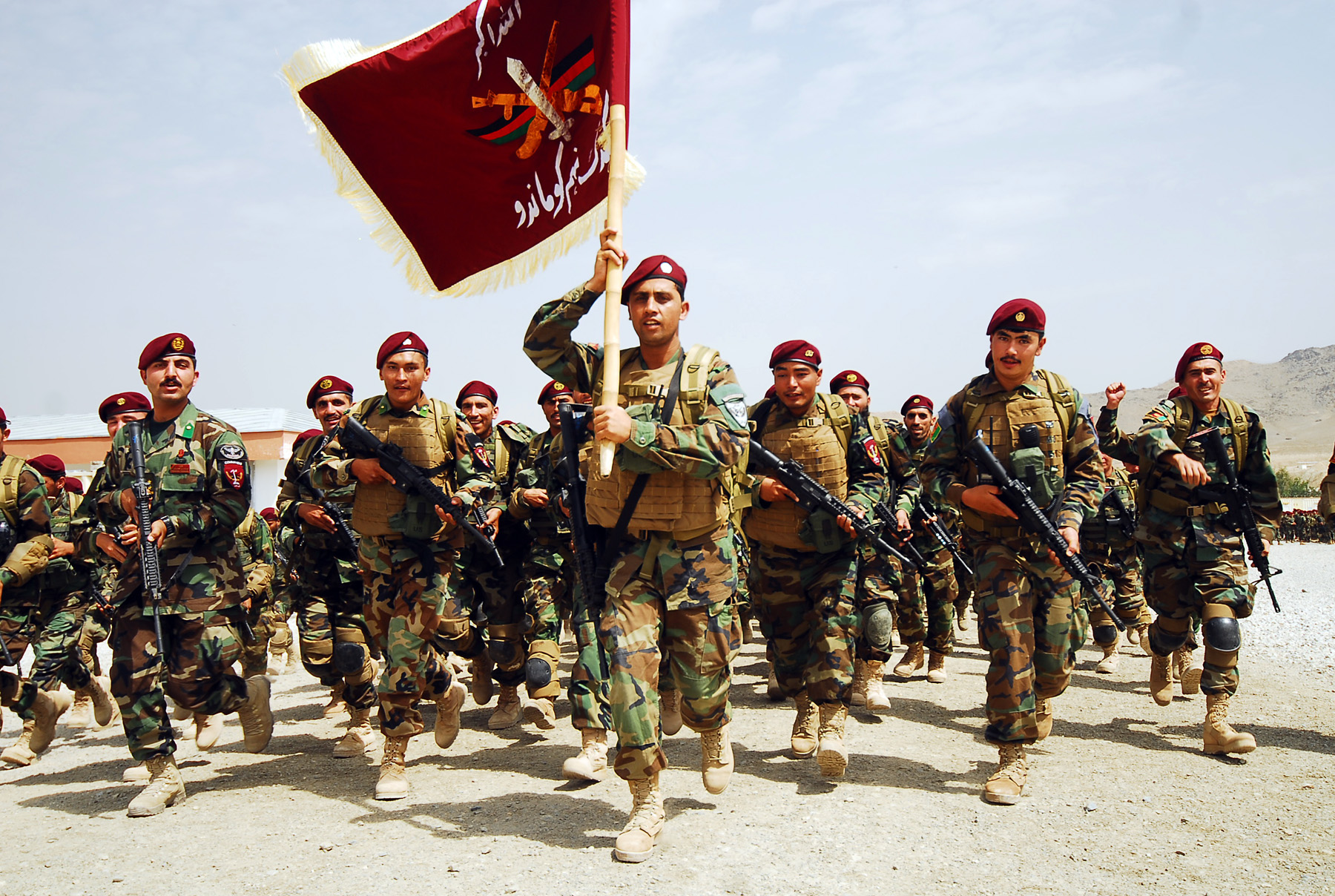
陸軍特殊作戦コマンドの兵士。

アフガニスタン治安部隊には複数の特殊部隊があり、攻勢を担当した。
- アフガン陸軍特殊作戦コマンド（ANA Special Operations  Corps/Command）
- 警察特殊部隊総司令部（General Command Police Special Units）
- 特殊作戦飛行隊（Special Mission Wing）

アフガニスタン軍には総参謀長の下にKtah Khas、アフガン陸軍特殊作戦コマンド、特殊作戦飛行隊があった。
Ktah Khasは軍事的に価値の高い敵目標を正確に襲撃する軽歩兵大隊である。2015年時点で3個大隊があり、カーピーサ州へ独立ヘリコプター強襲部隊が展開していた。
アフガン陸軍特殊作戦コマンドは第1・第2・第6特殊作戦旅団を指揮する。各旅団には2〜5個の特殊作戦大隊（カンダック）と機動打撃隊車両大隊が所属する。10個大隊の総兵力は1万700人であった。2017年、特殊部隊を4個旅団に倍増して軍団規模にする決定がなされた。
特殊作戦飛行隊は軍と警察の特殊部隊の対テロ作戦および対麻薬作戦を支援する。2015年時点で、カブールに2個飛行隊、カンダハールに1個飛行隊があり、Mi-17V5ヘリプター（30機）とPilatus PC-12（13機）が配備されていた。Mi-17V5は重量の軽い荷物の運搬、兵員輸送、負傷者後送（CASEVAC）、補給、航空阻止、航空支援、空中護衛、武装付き監視などを行う。Mi-17には全機7.62mmドアガンがあり、12機は23mm前方砲がある。ピラタス PC-12はISR（情報収集・警戒監視・偵察）を行う。2017年時点で、特殊作戦飛行隊とアフガニスタン空軍はパイロットを再教育して、Mi-17からUH-60 ブラックホークに移行中であった。

### 教育
アフガン国陸軍の兵士は入隊後、12週間の基本訓練を受けてから現場に配属された。基本訓練の後、一部の兵士は専門的な教育を受ける場合もあった。
アフガン国陸軍には専門教育を行う以下の14種類の学校があった。
- 戦闘兵器系の学校（Combat Arms Schools） - 歩兵、戦車兵、砲兵[68]。
- 戦闘支援系の学校（Combat Support Schools）- 技術者、通信兵、憲兵[68]。
- 後方支援系の学校（Combat Service Support Schools） - 兵站、財務、人事[68]。
- 共通役務系の学校（General Services Branch Schools） - 宗教・文化問題、広報、法律[68]。

2018年、アメリカ合衆国陸軍の第1治安部隊支援旅団がアフガニスタンを訪れてアフガン国陸軍に指導を行った。

### 条約
アフガニスタンは以下の条約を結んでいた。
- アメリカ合衆国・アフガニスタン地位協定（2002年）
- 戦略的パートナーシップ協定（2012年）
- アメリカ合衆国・アフガニスタン安全保障協定（2014年9月）
- NATO・アフガニスタン地位協定（2014年9月）

### 主要な敵対組織
アフガニスタン軍は以下の組織と交戦している。
- アルカーイダ
- ターリバーン
- ハッカーニ・ネットワーク
- ラシュカレトイバ
- パキスタン・ターリバーン運動
- ウズベキスタン・イスラム運動
- 麻薬生産組織

### 装備

#### 歩兵装備
- M4(3点バースト)
- M16A2[72]
- M16A4[73]
- AK-47系統[74]
- M249軽機関銃[75]
- M240機関銃[76][77]
- M24[78]
- RPG-7[79]
- AT-4[80]
- M9拳銃[81]

その他各種装備品

#### 大口径支援火器
- ブローニングM2重機関銃[82]
- SPG-9[83]

その他各種装備品

#### 車両
- フォード・レンジャー[84]
- MRAP[85]
- ハンヴィー各種[85][86]
- M1117装甲警備車[85][87]
- M113装甲兵員輸送車[88]
- 東風 EQ2050[89]

その他各種装備品

#### 火砲
- M224 60mm軽迫撃砲[90]
- M114 155mm榴弾砲[91]
- D-30 122mm榴弾砲[85]

その他各種装備品

### 腐敗問題
アフガニスタン軍の士気はあまり高くないという説がある。2015年のクンドゥーズの戦いでは数百人のターリバーンの攻撃に対して数千人のアフガニスタン軍がほとんど戦わずに逃走した。一説によるとアフガニスタン政府にはアフガニスタン軍の兵士を納得させられるような大義名分がないと言う。アフガニスタン軍の兵士はイスラム教やアフガニスタンの主権を守れない政府に対して不信感を抱いている。またアフガニスタンの社会制度では自分が所属する部族コミュニティのためにより上位の存在であるパトロンに対して資金や資源を上納しなければならない。そのため政治家や司令官は装備を売却し、兵員数を水増しして給与を着服し上納資金に当てた。例えばザブール州守備隊の司令官と軍団の連隊長、国家保安局の民兵指導者は保管されていた30万リットルの航空燃料を市内の業者に売却して代金を着服した。空のタンクは爆破してターリバーンのロケット攻撃により穴があいたと報告していたが、よく見ればタンクの損傷は不自然であり、横領は地元業者にも知れ渡っていた。またパトロン同士の権力争いは非常に苛烈なようであった。例えば陸軍参謀総長のワリー・アフマドザイ将軍（Wali Ahmadzai）は政府が滅亡の危機に瀕しているにもかかわらず、ターリバーンと戦うよりも報復人事を行うことに熱心だったと言われている。その結果、末端の兵士は不十分な装備と給与未払いに苦しむことになった。
またアメリカ軍がバグラム空軍基地から撤退する際にアフガニスタン軍に何の連絡もなく突然照明が消えて飛行機が飛び立ち、アメリカ軍が消え失せたことは語り草になっており、アフガニスタン軍や政府関係者に与えた衝撃は大きかったようである。

### 人権侵害
ヒューマン・ライツ・ウォッチの調査によるとカブール、ラグマン、パクティア、ナンガルハールの各州で兵士が人々に対して身代金目的で逮捕、殴打した数多くの事件と、拉致した際に監禁場所として機能する「私設刑務所」の存在が取材対象のアフガニスタン人への取材で明らかになっている。
アフガニスタン治安部隊では少年に対する誘拐、奴隷化および性的暴行が横行していた。軍については、2010年から2016年までの間に米国のアフガニスタン復興担当特別監察官は「アフガニスタン軍の司令官による少年への性的暴行や奴隷化」を含む「アフガニスタン軍による重大な人権侵害」5,753件を報告した。また、監査官は2017年に、前述の6年間で児童への性的虐待と殺人を含む75件の重大な人権侵害を米国防省に報告した。
アメリカには「外国の治安部隊が重大な人権侵害を犯した場合、当該治安部隊に支援を提供してはならない」と定めた法律が存在するものの、アフガニスタン軍への支援は継続された。

## ターリバーン政権下

### 陸軍
現状、国軍を再建している途中である。旧共和国政権時代の軍団を継承しているものの、各軍団の名称は国防大臣代理のヤクーブ師の法令に基づき変更された。また、同法令に基づき前政権における特殊部隊のうちカーブルの部隊は中央軍団と改名され、アフガニスタン軍は計8個軍団で構成される。
| 番号  | 軍団名                         | 本部                 | 旧称           |
| ----- | ------------------------------ | -------------------- | -------------- |
| 第313 | 中央軍団（Central Corps）      | カーブル州           | なし（新設）   |
| 第201 | ハーリド・イブン・ワリード軍団 | ラグマーン州         | サイラブ軍団   |
| 第203 | マンスーリ軍団                 | パクティヤー州       | サンダー軍団   |
| 第205 | アル・バドル軍団               | カンダハール州       | アタル軍団     |
| 第207 | アル・ファルーク軍団           | ヘラート州           | ザファー軍団   |
| 第209 | アル・ファタハ軍団             | マザーリシャリーフ州 | シャヒーン軍団 |
| 第215 | アズム軍団                     | ヘルマンド州         | マイワンド軍団 |
| 第217 | オマリ軍団                     | クンドゥーズ州       | パミール軍団   |

各軍団の司令官は以下のとおり。
- ハーリド・イブン・ワリード軍団：マウラウィー・ハムドラ・ムクリス †[101]
- マンスーリ軍団：カーリ・ムハンマド・アユーブ[102]

- アル・バドル軍団：ムッラー・メルラ・ヘマド[103]

- アル・ファルーク軍団：マウラウィー・ムハンマド・ザリフ・ムザファー[104]

- アル・ファタハ軍団：マウラウィー・アタウラー・オマリ[105]

- アズム軍団：マウラウィー・シャラフディン・タキ[106]

- オマリ軍団：ムッラー・ムハンマド・ラマトゥラー[107]

### 特殊部隊
特殊部隊はアフガニスタン国防省のみならず内務省管轄下のものもあり、部隊にはターリバーンの人々も所属する。
| ラシュカレ・マンスーリ | 国境警備と自爆攻撃を行うと考えられている特殊部隊 |
| 第3歩兵旅団コマンド    | 騎兵戦闘を行う特殊部隊                           |
| ヤルムーク第60特殊大隊 | 特殊部隊。                                       |
| ヴィクトリアス部隊     | 山岳戦闘を行う特殊部隊                           |

バドリ第313大隊は抗反乱や市街戦に特化した部隊。
イスティシュハード大隊は「殉教者の大隊」を意味し、特殊作戦を担当する。自殺攻撃を行う部隊であると各社メディアは報道しているものの、情報文化副大臣ザビフラ・ムジャヒドは特殊作戦の具体的な内容については言及していない。
グリーン・ユニットは森林保護部隊である。アフガニスタンのさまざまな州で横行する違法な鉱石採掘と森林伐採は、共和国政府から続く重大な問題の1つである。イスラム首長国の指導部はこの問題に対処するため、アフガニスタン史上初めて森林保護部隊を創設した。カーブル、ヌーリスターン、ホースト、ラグマーン、パクティヤー、パクティーカー、ナンガルハールの7州に総員450人の部隊を設置している。森林破壊をもたらす伐採だけでなく、人身売買を防止する役割も担う。
パーニーパット軍事作戦・安全保障部隊は、ナンガルハール州で活動する特殊部隊である。犯罪包囲、攻撃、防衛等の様々な作戦を行う。
他にも、教育機関を保護する特殊部隊が存在する。

### 装備

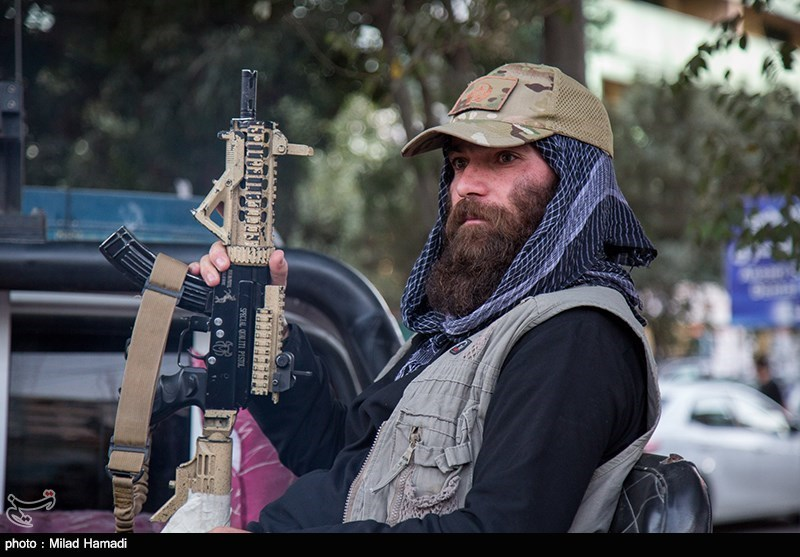
ターリバーン政権の兵士

装備は、王政時代にソ連から購入した物、ソ連が1980年代から1990年代にかけてアフガニスタン侵攻時に使用していた物、アメリカ等の西側諸国が2000年代から2020年代にかけて現地で使用または現地政府に供与していた物が混在する。中国製の装備も散見されるが、中国がアメリカと協力してムジャーヒディーン勢力を支援していた冷戦時代の物と、闇市場から流れた物という説がある。

#### 歩兵兵器
| 分類     | 名称           | 画像 | 開発国              | 保有数   |
| -------- | -------------- | ---- | ------------------- | -------- |
| 自動小銃 | AK-47          |      | ソビエト連邦        | 不明     |
| 自動小銃 | AK-74          |      | ソビエト連邦        | 不明     |
| 自動小銃 | M70            |      | セルビア            | 不明     |
| 自動小銃 | M16            |      | アメリカ合衆国      | 358,530  |
| 自動小銃 | M4             |      | アメリカ合衆国      | 358,530  |
| 自動小銃 | L85            |      | イギリス            | ごく少数 |
| 自動小銃 | SCAR           |      | ベルギー            | ごく少数 |
| 狙撃銃   | SVD            |      | ソビエト連邦        | 不明     |
| 狙撃銃   | PSL            |      | ルーマニア          | 不明     |
| 狙撃銃   | M24            |      | アメリカ合衆国      |          |
| 狙撃銃   | AM-50 Sayyad   |      | オーストリア イラン | 不明     |
| 拳銃     | ベレッタM92    |      | アメリカ合衆国      | 126,925  |
| 拳銃     | SIG SAUER P226 |      | ドイツ              | 不明     |
| 拳銃     | トカレフTT-33  |      | ソビエト連邦        | 不明     |
| 拳銃     | 92式手槍       |      | 中国                | 不明     |
| 機関銃   | PK             |      | ソビエト連邦        | 不明     |
| 機関銃   | DShK38         |      | ソビエト連邦        | 不明     |
| 機関銃   | KPV            |      | ソビエト連邦        | 不明     |
| 機関銃   | M240           |      | アメリカ合衆国      | 64,363   |
| 機関銃   | M249           |      | アメリカ合衆国      | 64,363   |
| 機関銃   | M2             |      | アメリカ合衆国      | 64,363   |
| 擲弾銃   | GP-25          |      | ソビエト連邦        | 不明     |
| 擲弾銃   | AGS-17         |      | ソビエト連邦        | 不明     |
| 擲弾銃   | Mk.19          |      | アメリカ合衆国      | 25,327＋ |
| 擲弾銃   | M203           |      | アメリカ合衆国      | 25,327＋ |
| 擲弾銃   | MGL            |      | 南アフリカ共和国    | 不明     |
| 擲弾銃   | HK169          |      | ドイツ              | 不明     |
| 無反動砲 | RPG-7          |      | ソビエト連邦        | 不明     |
| 無反動砲 | B-10           |      | ソビエト連邦        | 不明     |
| 無反動砲 | SPG-9          |      | ソビエト連邦        | 不明     |
| 無反動砲 | M141 BDM       |      | アメリカ合衆国      | 不明     |
| 無反動砲 | M136 AT4       |      | スウェーデン        | 不明     |
| 旧式小銃 | Enfield        |      | イギリス            | 不明     |
| 旧式小銃 | Henry          |      | アメリカ合衆国      | 不明     |

#### 火砲
| 名称                            | 画像 | 開発国         |
| ------------------------------- | ---- | -------------- |
| ZU-23-2                         |      | ソビエト連邦   |
| M69迫撃砲                       | -    | ユーゴスラビア |
| ZiS-3 76mm野砲                  |      | ソビエト連邦   |
| M-30 122mm榴弾砲                |      | ソビエト連邦   |
| D-30 122mm榴弾砲                |      | ソビエト連邦   |
| 63式107mmロケット砲             |      | 中国           |
| BM-21 122mm自走多連装ロケット砲 |      | ソビエト連邦   |

#### 光学照準器
- 暗視装置　各種16,035

#### 車両
| 分類       | 名称                     | 画像 | 開発国         | 保有数 |
| ---------- | ------------------------ | ---- | -------------- | ------ |
| 非装甲車両 | ホンダ・CG125            |      | 日本           | 不明   |
| 非装甲車両 | トヨタ・ハイラックス     |      | 日本           | 不明   |
| 非装甲車両 | トヨタ・ランドクルーザー |      | 日本           | 不明   |
| 非装甲車両 | レクサス・LX             |      | 日本           | 不明   |
| 非装甲車両 | フォード・レンジャー     |      | アメリカ合衆国 | 42,000 |
| 非装甲車両 | フォード・カーゴ         | -    | アメリカ合衆国 | 8,000  |
| 非装甲車両 | ナビスター・7000         |      | アメリカ合衆国 | 8,000  |
| 非装甲車両 | M915                     |      | アメリカ合衆国 | 8,000  |
| 装甲車両   | ハンヴィー               |      | アメリカ合衆国 | 22,174 |
| 装甲車両   | MRAP                     |      | アメリカ合衆国 | 155    |
| 装甲車両   | M1117                    |      | アメリカ合衆国 | 634    |
| 装甲車両   | M113                     |      | アメリカ合衆国 | 169    |
| 装甲車両   | BMP-2                    |      | ソビエト連邦   | 不明   |
| 装甲車両   | T-54/55                  |      | ソビエト連邦   | 不明   |
| 装甲車両   | T-62                     |      | ソビエト連邦   | 不明   |
| 装甲車両   | L3                       |      | イタリア       | 不明   |

#### 航空機
| 分類     | 名称   | 画像 | 開発国         |
| -------- | ------ | ---- | -------------- |
| 回転翼機 | Mi-35  |      | ソビエト連邦   |
| 回転翼機 | UH-60  |      | アメリカ合衆国 |
| 回転翼機 | Mi-17  |      | ソビエト連邦   |
| 回転翼機 | MD 500 |      | アメリカ合衆国 |

#### 衣服
2022年4月時点で、国防省は軍服のデザインについて審議中である。
| 部位       | 名称                                  | 画像 | 備考                                  |
| ---------- | ------------------------------------- | ---- | ------------------------------------- |
| ヘッドギア | ターキーヤ                            |      | 伝統的な民族服                        |
| ヘッドギア | ターバン                              |      | 伝統的な民族服 ターキーヤの周りに巻く |
| ヘッドギア | パコール                              |      | 伝統的な民族服 北部・東部で着用       |
| ヘッドギア | FAST                                  |      | アメリカ合衆国                        |
| ヘッドギア | ACH                                   |      | アメリカ合衆国                        |
| 外套       | パトゥ                                |      | 伝統的な民族服 マント兼毛布           |
| 戦闘服     | チョッキ                              |      | 伝統的な民族服 カミーズの上に着用     |
| 戦闘服     | サルワールカミーズ                    |      | 伝統的な民族服                        |
| 戦闘服     | サルワールカミーズ 迷彩柄（緑）       |      |                                       |
| 戦闘服     | サルワールカミーズ デジタル迷彩（青） |      |                                       |
| 戦闘服     | ACU                                   |      | アメリカ合衆国                        |
| 戦闘服     | ”カエル迷彩”                          |      | 韓国から流出                          |
| 戦闘服     | 製造国不明の迷彩服                    | -    | -                                     |
| 軍靴       | サンダル                              |      | -                                     |
| 軍靴       | コンバットブーツ                      |      | -                                     |